# تذكرة إلى الجنة
تذكرة إلى الجنة (بالإنجليزية: Ticket to Paradise)‏ هو فيلم كوميدي رومانسي أمريكي من بطولة جورج كلوني، جوليا روبرتس، بيلي لورد، كايتلين ديفير ولوكاس برافو، تم عرض الفيلم في 21 أكتوبر 2022.

## روابط خارجية
- الموقع الرسمي
- تذكرة إلى الجنة على موقع IMDb (الإنجليزية)
- تذكرة إلى الجنة على موقع ميتاكريتيك (الإنجليزية)
- تذكرة إلى الجنة على موقع روتن توميتوز (الإنجليزية)
- تذكرة إلى الجنة على موقع ألو سيني (الفرنسية)
- تذكرة إلى الجنة على موقع فيلمافينيتي (الإسبانية)
- تذكرة إلى الجنة على موقع قاعدة بيانات الأفلام السويدية (السويدية)
- تذكرة إلى الجنة على موقع قاعدة بيانات الفيلم (الإنجليزية)
- تذكرة إلى الجنة على موقع ليتربوكسد (الإنجليزية)
- تذكرة إلى الجنة على موقع كينوبويسك (الروسية)

لم يتم العثور على روابط لمواقع التواصل الاجتماعي.